# John Casimir
John Casimir (* 16. Oktober 1898; † 3. Januar 1963 in New Orleans) war ein US-amerikanischer Klarinettist des New Orleans Jazz. 1938 gründete er die Young Tuxedo Brass Band, die er bis zu seinem Tod leitete.
Er begann ab 1919 in der Young Eagles Band in New Orleans zu spielen und war in der Tuxedo Brass Band, in der er mit Louis Armstrong spielte.
Wie bei der Original Tuxedo Jazz Band leitete er neben der Brass Band auch eine Tanzband (Young Tuxedo Jazz Band). Er nahm mit der Brass Band 1958 auf, aber auch mit der Jazz Band.